# Route express S17 (Pologne)
 La Voie express S17 ou Route Express S17 ( pl. Droga ekspresowa S17 ) est une route importante en Pologne qui, une fois achevée, ira de Varsovie, en passant par Lublin, au poste frontière avec l'Ukraine de Hrebenne / Rava-Ruska. Son tracé suit celui de la route nationale 17 (DK 17) qu'elle remplacera. En janvier 2020, 159,8 km sur un total prévu de 310 km, sont ouverts à la circulation. Il s'agit de deux sections distinctes, une section principale allant de Kołbiel à Piaski, contournant notamment les villes de Garwolin et Lublin, et la courte route de contournement de Hrebenne. La portion la plus fréquentée de la route entre Varsovie et Lublin devait être achevée en 2015, mais avec des réductions ultérieures des dépenses publiques en infrastructures, la construction a été retardée. L'appel d'offres a été lancé en septembre 2013 et les entrepreneurs ont été sélectionnés pour un projet de conception-construction. La construction a commencé en 2016,. La route au sud-est de Lublin connaît un trafic plus faible et ne devrait pas être achevée avant 2025, à l'exception de courts tronçons servant de contournements à des villes, en particulier le contournement de Tomaszów Lubelski, qui doit ouvrir en 2021  . Un document décrivant le développement futur des infrastructures de transport publié par le gouvernement polonais en août 2014 prévoyait que la route sera entièrement achevée en 2021. 

## Tronçons de la route express
| Tronçon                                                                                   | Longueur | Année de mise en service | Remarque |
| ----------------------------------------------------------------------------------------- | -------- | ------------------------ | --- |
| Contournement Est de Varsovie (partie orientale du périphérique de varsovie)              | 14 km    | inconnue                 | En cours de planification, plusieurs variantes d'itinéraire envisagées. Tout comme l'intégralité du périphérique de Varsovie, cette section doit être construite à 2x3 voies. |
| Échangeur Zakręt - Échangeur Lubelska (techniquement partie de la rocade est de Varsovie) | 2,5 km   | 2021                     | En construction (2x3 voies) |
| Échangeur Lubelska - Extrémité sud du contournement de Kołbiel                            | 24 km    | 2020                     | Ouvert à la circulation en juillet, fin des travaux prévue pour octobre. La section de l'échangeur Lubelska à celui de Wiązowna (4,5km) est à 2x3 voies                       |
| Kołbiel - Garwolin                                                                        | 13 km    | 2019                     | |
| Contournement de Garwolin                                                                 | 12,8 km  | 2007                     | |
| Garwolin - Kurów Ouest                                                                    | 58,6 km  | 2019                     | |
| Kurów Ouest - Jastków                                                                     | 24,7 km  | 2013                     | tronc commun avec S12 |
| Jastków - Lublin Sławinek                                                                 | 7,7 km   | 2014                     | tronc commun avec S12 |
| Lublin Sławinek - Lublin Rudnik                                                           | 10,2 km  | 2014                     | tronc commun avec S12 et S19, fait partie du contournement de Lublin (section à 2x3 voies)                                                                                    |
| Lublin Rudnik - Lublin Felin                                                              | 12,8 km  | 2014                     | tronc commun avec S12, fait partie du contournement de Lublin |
| Lublin Felin - Piaski                                                                     | 13,8 km  | 2012                     | tronc commun avec S12, ouvert comme voie express en 2013 |
| Contournement de Piaski                                                                   | 4,2 km   | 2004                     | tronc commun avec S12, ouvert comme voie express en 2013 |
| Piaski - Tomaszów Lubelski                                                                | 100 km   | vers 2025                | en cours de planification, itinéraire finalisé pour certains tronçons |
| Contournement de Tomaszów Lubelski                                                        | 9,6 km   | 2021                     | en cours de construction en tant que voie express à chaussée unique, qui sera transformée à l'horizon 2023 en voie express à chaussées séparées (2x2 voies)                   |
| Tomaszów Lubelski - Hrebenne                                                              | 20 km    | vers 2025                | en cours de planification, appel d'offres prévu pour 2021, itinéraire finalisé                                                                                                |
| Contournement de Hrebenne                                                                 | 2,0 km   | 2004                     | Route à chaussée unique, non signalée comme voie express |

## Contournement de Lublin
En décembre 2009, le processus d'appel d'offres a été lancé pour les contrats de construction du tronçon de 60 km de la route de Kurów à Piaski contournant Lublin par le Nord. La construction de cette section a commencé en 2010, avec le premier tronçon de 13 km ouvert à la circulation fin 2012 et le reste en 2014,. Sur cette section, la S17 partage son itinéraire avec la S12 . 

## La S17 à Varsovie

La S17 à Varsovie

À Varsovie, la route express S17 servira de contournement est de la ville ( pl. Wschodnia Obwodnica Warszawy ). Mis à part la section la plus au sud de Lubelska à Zakręt, qui est actuellement en construction dans le cadre de la modernisation de l'actuelle route nationale DK17 et qui devrait ouvrir en 2021, le calendrier des travaux n'est pas encore fixé et dépendra des décisions budgétaires du gouvernement. 